# Farní sbor Českobratrské církve evangelické v Růžďce
Farní sbor sdružuje evangelíky ve valašských obcích Růžďka, Bystřička a v části Malé Bystřice. Sbor vzniká hned po tolerančním patentu v roce 1781. Patří do Východomoravského seniorátu Českobratrské církve evangelické.

## Dějiny
Kořeny růždeckých evangelíků sahají až do 16. století, kdy na Valašsko proniká reformační hnutí. Převahy zřejmě nabývá luterství. Ještě v roce 1634 je zmíněn (luterský) kazatel (predikant) Rafael. V místě ale pravděpodobně působila také Jednota bratrská. (Růžďku nalezneme na Komenského mapě Moravy z roku 1633 jako kostelní ves.)
V době pronásledování evangelíků v 16. a 17. století se také v Růžďce konají tajná shromáždění po lesích (zachovala se místa setkání: na Zbořisku, v Bučníku, Kolibě, na Klenově). Jsou známa jména tajných pracovníků a kazatelů (Pavel Hořanský, Jan Bartoň, Ondra Holý, Martin Vaněk, Jiří Urban). Zdá se, že naprostá většina vesnice zůstala evangelickému vyznání věrná po celou dobu. Jistou roli v tom sehrály i kontakty s blízkým evangelickým Slezskem a Slovenskem, což se projevovalo v zásobování literaturou a v návštěvách evangelických kazatelů.
Ještě před vydáním tolerančního patentu se v roce 1777 odehrává nejvýznamnější událost, která je spojena s vydáním tzv. falešného tolerančního patentu. Tím chtěli jezuitští misionáři zjistit skutečné počty lidí hlásících se k evangelictví na Valašsku. Po jeho vyhlášení se na Vsetínsku ke své původnímu vyznání začaly překvapivě hlásit tisíce lidí - celé vesnice, městské a obecní rady. Následovalo zatýkání, vyslýchání, věznění.
Z Růžďky byl k výslechu předvolán tajný kazatel Pavel Hořanský. Nedostavil se, a tak pro něj byla ze Vsetína vyslána eskorta úředníků převlečených za vojáky. (8./9. června) Když byl zatýkán, seběhla se na jeho obranu značná část vesnice (dle soudobých vyprávění celá) a v nastalé potyčce byli čtyři lidé zabiti. (Tuto událost připomíná pomníček v horní části obce). Pavel Hořanský byl zatčen a poslán do vyhnanství v Sedmihradsku, kde zemřel.
Hned po založení sboru na přelomu roku 1781/2 přichází první kazatel Ondrej Sloboda ze Slovenska – luterán. Sboru je ovšem bližší vyznání reformované (kalvínské), a tak se s kazatelem nepohodnou a ten v r. 1786 odchází.
Zpočátku se shromáždění konají po stodolách, ale již v r. 1783 je postaven první dřevěný kostel, v roce 1810 druhý.
Současný zděný kostel byl postaven v letech 1863–1872 za faráře Josefa Odstrčila. Za jeho působení byla postavena též fara a tzv. konfirmační sál („domek“, dnešní zdravotní středisko). Sbor získává pozemky a zhruba 39 ha lesa.
Hned od počátku do sboru přichází také evangelický učitel. Po dlouhém úsilí byla povolena a postavena vlastní škola (1842).
V roce 1918 dochází v Českých zemích ke spojení dvou evangelických proudů – kalvínského a luterského a vzniká „Českobratrská církev evangelická“, k níž tento sbor patří.
V roce 1925 přichází farář Viktor Hájek, za jehož působení je v roce 1927 vybudován pomníček událostí z r. 1777 a začínají se zde pravidelně konat vzpomínkové slavnosti.
Po válce mnoho lidí odchází do pohraničí a sbor se zmenšuje. Úbytek pokračuje s obecně rozšířeným vylidňováním venkova. Také období komunistické diktatury vedlo k protříbení členstva. Jak dokládají zápisy z církevních matrik, mnoho lidí církev opustilo, aby mohlo studovat nebo se věnovat svému zaměstnání. Mnozí evangelíci i tak zastávali v obci významné funkce.

## Představitelé sboru

### Faráři
- 1782–1785 – Ondrej Sloboda
- 1786–1792 – Jan Intzédy
- 1792–1798 – Štěpán Kalnay
- 1798–1801 – Jan Fabry
- 1801–1807 – Jan Holý
- 1807–1812 – Jan Pail
- 1812–1816 – Samuel Szalai
- 1817–1867 – Pavel Jelínek
- 1867–1922 – Josef Odstrčil
- 1925–1929 – Viktor Hájek
- 1929–1942 – Jan Vejnar
- 1943–1950 – Jaroslav Horák
- 1951–1968 – Josef Koláčný
- 1968–1988 – Karel Matějka
- 1988–1992 – Tomáš Adámek
- 1992–1999 – Tadeáš Staniek
- 2001–2011 – Martin Fér
- 2013–2017 – Jana Kadlecová
- od 1. 9. 2018 – Radek Hanák

### Kurátoři
- František Hurta
- František Bartoň
- 19.. – 2002 – Jan Kočíb
- 2002 – Jan Dančák